# Храм Святителя Николая (Тишково)
Храм Святителя Николая — православный храм Пушкинского благочиния Московской епархии. Храм расположен в селе Тишково Пушкинского района Московской области.

## История
Никольский храм в селе Тишково был построен в 1996 году на новом месте на средства фирм «Сомап» (генеральный директор А. П. Ядоян) и «Стройинвест» (генеральный директор Н. А. Васильев). Основной объём храма — четверик с двумя ярусами окон, увенчанный одним куполом. С западной стороны к нему примыкает трапезная и двухъярусная шатровая колокольня.
Великое освящение храма архиепископом Можайским Григорием состоялось 12 декабря 1996 года.
В настоящее время (2010 год) близится к завершению роспись храма, начатая ещё в 1999 году, также обустраивается новый объёмный трёхъярусный иконостас, вырезанный в русском стиле из местной липы.
Настоятель храма протоиерей Сергий Валентинович Купцов.

## Фотографии
- Никольский храм
- Никольский храм